# NBA 2K2
《NBA 2K2》是一款由Visual Concepts公司制作、Sega Sports发行的篮球类电子游戏。本游戏于2001年10月24日首先发行。游戏在世嘉Dreamcast、PlayStation2、GameCube和Xbox等平台发行。本游戏是NBA 2K的第3作。游戏最初于2001年在Dreamcast上发售，随着世嘉放弃自己的主机业务，游戏在次年登陆PlayStation2、GameCube和Xbox平台，属系列首次。
与本系列前几作比较，本游戏新加入许多特征。除了传统赛季的NBA队伍之外，游戏加入了5个传奇队伍。

## 评价
游戏收到普遍赞誉的评价。